# UCI Oceania Tour 2024
L'UCI Oceania Tour 2024 è stata la ventesima edizione dell'UCI Oceania Tour, uno dei cinque circuiti continentali di ciclismo dell'Unione Ciclistica Internazionale, composto da corse che si disputano nella regione oceanica.

## Calendario

### Gennaio
| Data  | Prova                            | Cat. | Vincitore     | Squadra                                             |
| ----- | -------------------------------- | ---- | ------------- | --------------------------------------------------- |
| 10-14 | New Zealand Cycle Classic (2024) | 2.2  | Aaron Gate    | Nazionale di ciclismo su strada della Nuova Zelanda |
| 20    | Gravel and Tar Classic (2024)    | 1.2  | Josh Burnett  | MitoQ - NZ Cycling Project                          |
| 25    | Surf Coast Classic (2024)        | 1.1  | Biniam Girmay | Intermarché-Wanty                                   |

### Febbraio
| Data | Prova                                              | Cat. | Vincitore    | Squadra     |
| ---- | -------------------------------------------------- | ---- | ------------ | ----------- |
| 8    | Campionati neozelandesi - Cron. individuale (2024) | NC   | Logan Currie | Lotto Dstny |

### Aprile
| Data | Prova                                           | Cat. | Vincitore     | Squadra           |
| ---- | ----------------------------------------------- | ---- | ------------- | ----------------- |
| 12   | Campionati oceaniani - In linea (2024)          | CC   | Ryan Cavanagh | Kinan Racing Team |
| 13   | Campionati oceaniani - Cron. individuale (2024) | CC   | Aaron Gate    | Burgos-BH         |

## Classifiche
Fonte: UCI

### Classifica individuale
La classifica è composta da tutti i corridori del continente che abbiano ottenuto punti nell'UCI World Ranking.
| Pos. | Corridore        | Squadra                         | Punti   |
| ---- | ---------------- | ------------------------------- | ------- |
| 1    | Ben O'Connor     | Decathlon AG2R La Mondiale Team | 4096    |
| 2    | Michael Matthews | Team Jayco AlUla                | 1945,71 |
| 3    | Kaden Groves     | Alpecin-Deceuninck              | 1706    |
| 4    | Corbin Strong    | Israel-Premier Tech             | 1635    |
| 5    | Laurence Pithie  | Groupama-FDJ                    | 1258    |
| 6    | Michael Storer   | Tudor Pro Cycling Team          | 968     |
| 7    | Jai Hindley      | Red Bull-Bora-Hansgrohe         | 888     |
| 8    | Aaron Gate       | Burgos-BH                       | 815     |
| 9    | Jay Vine         | UAE Team Emirates               | 809,57  |
| 10   | Luke Plapp       | Team Jayco AlUla                | 689,71  |

### Classifica a squadre
La classifica viene calcolata sommando i punti della classifica individuale dei migliori 8 ciclisti per squadra.
| Pos. | Squadra                             | Punti |
| ---- | ----------------------------------- | ----- |
| 1    | Team Bridgelane                     | 842   |
| 2    | CCACHE x Par Küp                    | 221   |
| 3    | ARA Skip Capital                    | 161   |
| 4    | MitoQ-NZ Cycling Project            | 120   |
| 5    | St. George Continental Cycling Team | 111   |
| 6    | EuroCyclingTrips-Yoeleo Pro Cycling | 97    |

### Classifica per nazioni
La classifica viene calcolata sommando i punti dei migliori 8 ciclisti per nazione.
| Pos. | Nazione       | Punti    |
| ---- | ------------- | -------- |
| 1    | Australia     | 11522,99 |
| 2    | Nuova Zelanda | 5227,14  |
| 3    | Guam          | 83       |